# Grace Jones
Grace Beverly Jones (n. 19 mai 1948, Spanish Town⁠(d), Jamaica) este o cântăreață, textieră, model și actriță jamaicană. Și-a început cariera de model în statul New York, apoi la Paris, lucrând pentru case de modă precum Yves St. Laurent și Kenzo, și apărând pe coperțile revistelor Elle și Vogue. A lucrat cu fotografi precum Jean-Paul Goude, Helmut Newton, Guy Bourdin și Hans Feurer, și a devenit cunoscută pentru aspectul ei androgin distinctiv și trăsăturile îndrăznețe.
Jones a fost clasată pe locul 82 în topul 100 Greatest Women of Rock and Roll (1999) al VH1. În 2008, ea a fost onorată cu un premiu Q Idol. Jones a influențat mișcarea de travesti din anii 1980, și a fost citată ca sursă de inspirație pentru mai mulți artiști, inclusiv Annie Lennox, Lady Gaga, Rihanna, Solange Knowles, Lorde, Róisín Murphy, Brazilian Girls, Nile Rodgers, Santigold și Basement Jaxx. În 2016, Billboard a clasat-o pe locul 40 în topul celor mai mari artiști de muzică dance din toate timpurile.

## Tinerețea
Grace Jones s-a născut în 1948 (deși majoritatea surselor spun 1952) în Spanish Town, Jamaica, fiica lui Marjorie (născută Williams) (1927-2017) și a lui Robert W. Jones (1925-2008), politician local și cleric apostolic. Cuplul avea deja doi copii, și avea să mai aibă încă patru. Robert și Marjorie s-au mutat pe Coasta de Est a Statelor Unite, unde Robert a lucrat ca muncitor în domeniul agricol până când o experiență spirituală în timpul unei tentative de sinucidere l-a inspirat să devină pastor penticostal.
Marjorie și Robert și-au adus în cele din urmă copiii - inclusiv pe Grace, în vârstă de 13 ani - să locuiască cu ei în SUA, stabilindu-se în Lyncourt, Salina, New York, în apropiere de Syracuse. În acest oraș, tatăl ei și-a înființat propria parohie, Biserica Apostolică a lui Isus Hristos, în 1956. 
Jones și-a continuat studiile, și, după ce a absolvit, s-a înscris la Onondaga Community College, specializându-se în spaniolă. Jones a început să se revolte împotriva părinților ei și a religiei lor; a început să se machieze, să consume alcool și să viziteze cluburi gay împreună cu fratele ei. La colegiu, a urmat și un curs de teatru, iar profesorul ei a convins-o să i se alăture într-un turneu de vară în Philadelphia. Ajungând în oraș, a decis să rămână acolo, cufundându-se în contracultura anilor 1960, locuind în comune hippie, câștigând bani ca dansatoare, și consumând LSD și alte droguri.

## Cariera

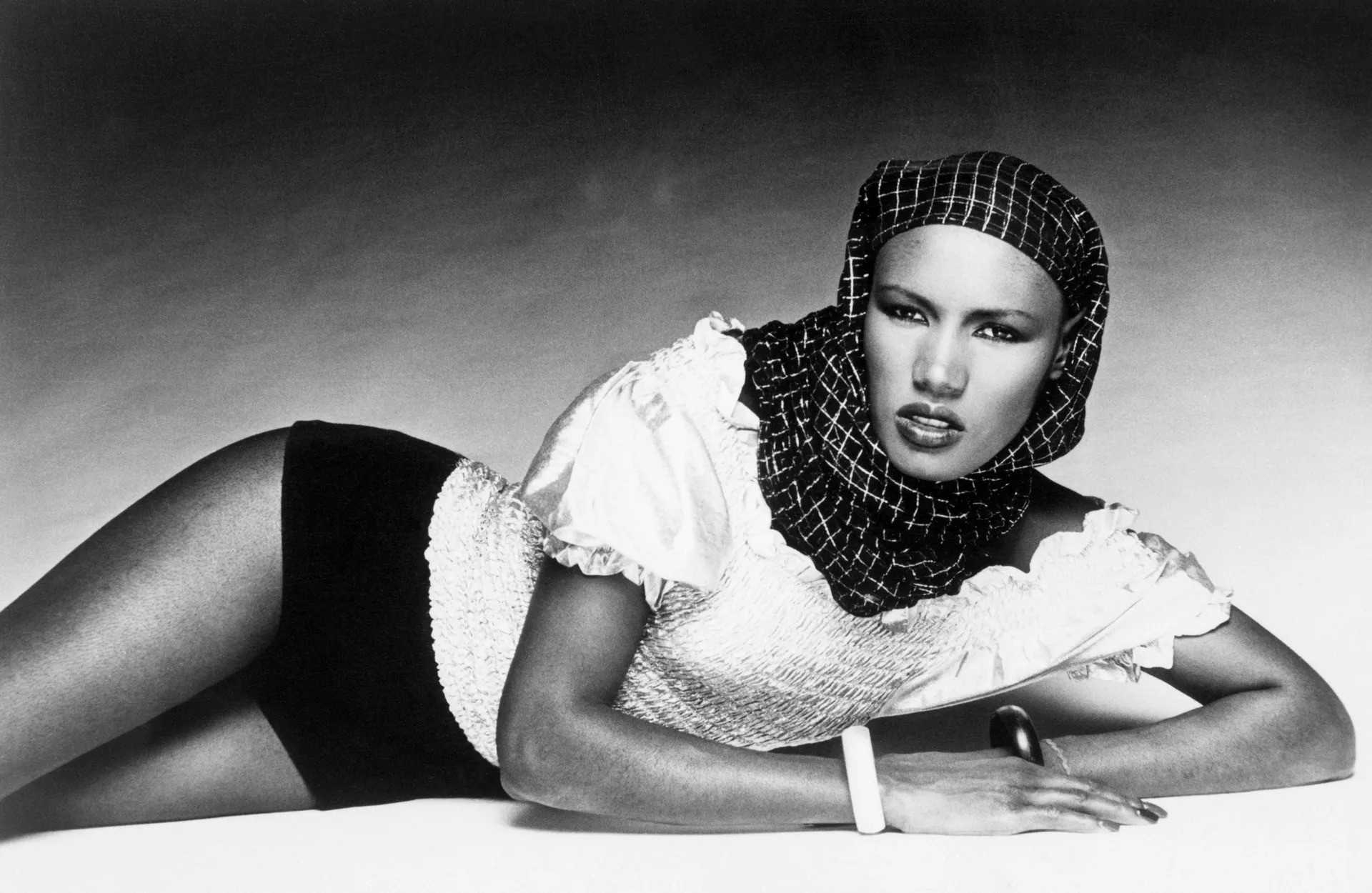
Grace Jones ca fotomodel în 1977

Începând din 1977, Jones a început o carieră muzicală, obținând un contract de înregistrare cu Island Records, și devenind inițial o figură proeminentă a scenei disco a orașului New York, centrată pe Studio 54. La începutul anilor 1980, Jones s-a orientat către un stil new wave care se inspira din muzica reggae, funk, post-punk și pop, colaborând frecvent atât cu designerul grafic Jean-Paul Goude, cât și cu duo-ul muzical Sly & Robbie. A intrat în Top 40 în UK Singles Chart cu „Private Life”, „Pull Up to the Bumper”, „Love Is the Drug” și „Slave to the Rhythm”. În 1982, a lansat colecția de videoclipuri A One Man Show, regizată de Goude, care i-a adus o nominalizare pentru cel mai bun album video la cea de-a 26-a ediție a Premiilor Grammy. Cele mai cunoscute albume ale sale sunt Warm Leatherette (1980), Nightclubbing (1981) și Slave to the Rhythm (1985).
Spectacolele live ale lui Jones erau extrem de sexualizate și flamboaiante, ceea ce a determinat-o să fie numită „Regina cluburilor gay”.
Ca actriță, Jones a apărut în mai multe filme independente înainte de a obține prima sa apariție mainstream în rolul Zula din filmul de acțiune Conan the Destroyer (1984) alături de Arnold Schwarzenegger și Sarah Douglas, iar ulterior a apărut în filmul James Bond, A View to a Kill (1985), în rolul May Day, și a jucat rolul unui vampir în Vamp (1986); toate acestea i-au adus nominalizări la Premiul Saturn pentru cea mai bună actriță în rol secundar. În 1992, Jones a jucat în filmul lui Eddie Murphy, Boomerang, și a contribuit la coloana sonoră. Ea a apărut, de asemenea, alături de Tim Curry în filmul Wolf Girl din 2001.

## Moștenire

### Aspect și imagine

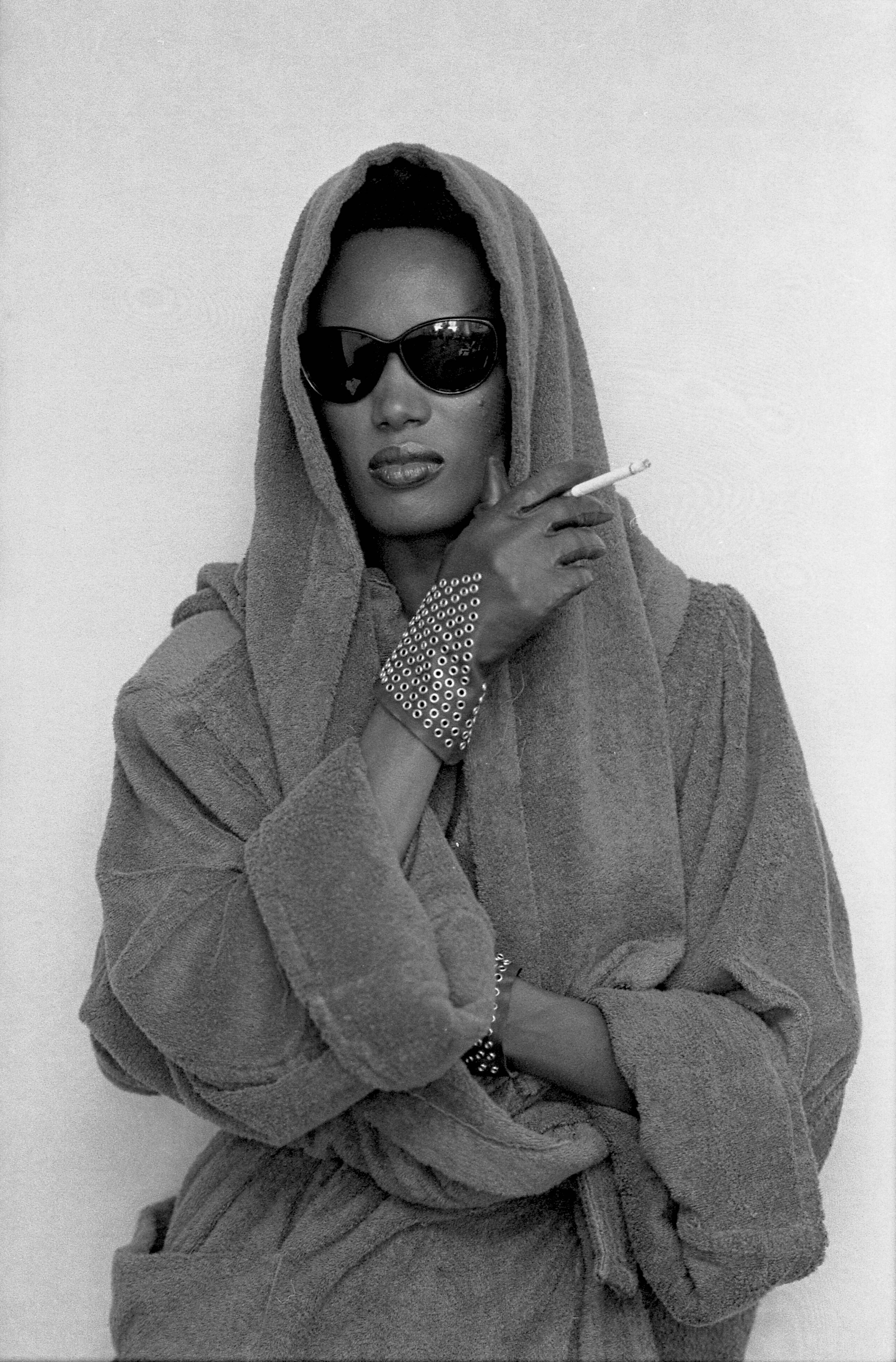
Grace Jones în 1984

„Aspectul lui Jones era la fel de controversat” ca fluiditatea sonoră a muzicii sale – cu „o imagine izbitoare [care a dus] la transformarea sa într-o muză pentru creatori precum Issey Miyake și Thierry Mugler”. Imaginea ei a fost descrisă ca „neo-cubistă”. Aspectul androgin distinctiv al lui Jones, hainele cu croi drept, căptușite și unghiulare, manierele, și înălțimea de 179 cm, au influențat mișcarea de travesti din anii 1980. Până în prezent, ea este cunoscută pentru aspectul său unic cel puțin la fel de mult ca pentru muzica sa, și a devenit o sursă de inspirație pentru numeroși artiști, printre care Annie Lennox, Lorde, Rihanna, Janelle Monáe și Nile Rodgers. Jones a fost inclusă în lista celor mai bine îmbrăcate persoane de peste 50 de ani, de către The Guardian, în martie 2013.
Kyle Munzenrieder de la revista W a scris că „toată lumea, de la Madonna la Björk, Beyoncé și Lady Gaga, a preluat mai multe pagini din cartea ei de stil”. Portofoliul lui Jones este adesea discutat pentru aspectul său vizual, care a fost în mare parte opera ilustratorului, fotografului și graficianului francez Jean-Paul Goude. Potrivit lui Jake Hall de la i-D, „colaborarea lor a definit peisajul vizual al anilor '70 și '80”, iar Goude „a contribuit la crearea uneia dintre cele mai intrigante legende din istoria muzicii”. Goude o considera pe Jones muza sa, declarând că era „frumoasă și grotescă în același timp”. Cei doi au avut o relație între 1977 și 1984. El „[a proiectat] coperțile albumelor ei, [...] a regizat videoclipurile ei muzicale, a coregrafiat spectacolele live, și a contribuit la dezvoltarea imaginii ei”.

## Discografie
- Portfolio (1977)
- Fame (1978)
- Muse (1979)
- Warm Leatherette (1980)
- Nightclubbing (1981)
- Living My Life (1982)
- Slave to the Rhythm (1985)
- Inside Story (1986)
- Bulletproof Heart (1989)
- Hurricane (2008)